# Wacław Kowalczyk

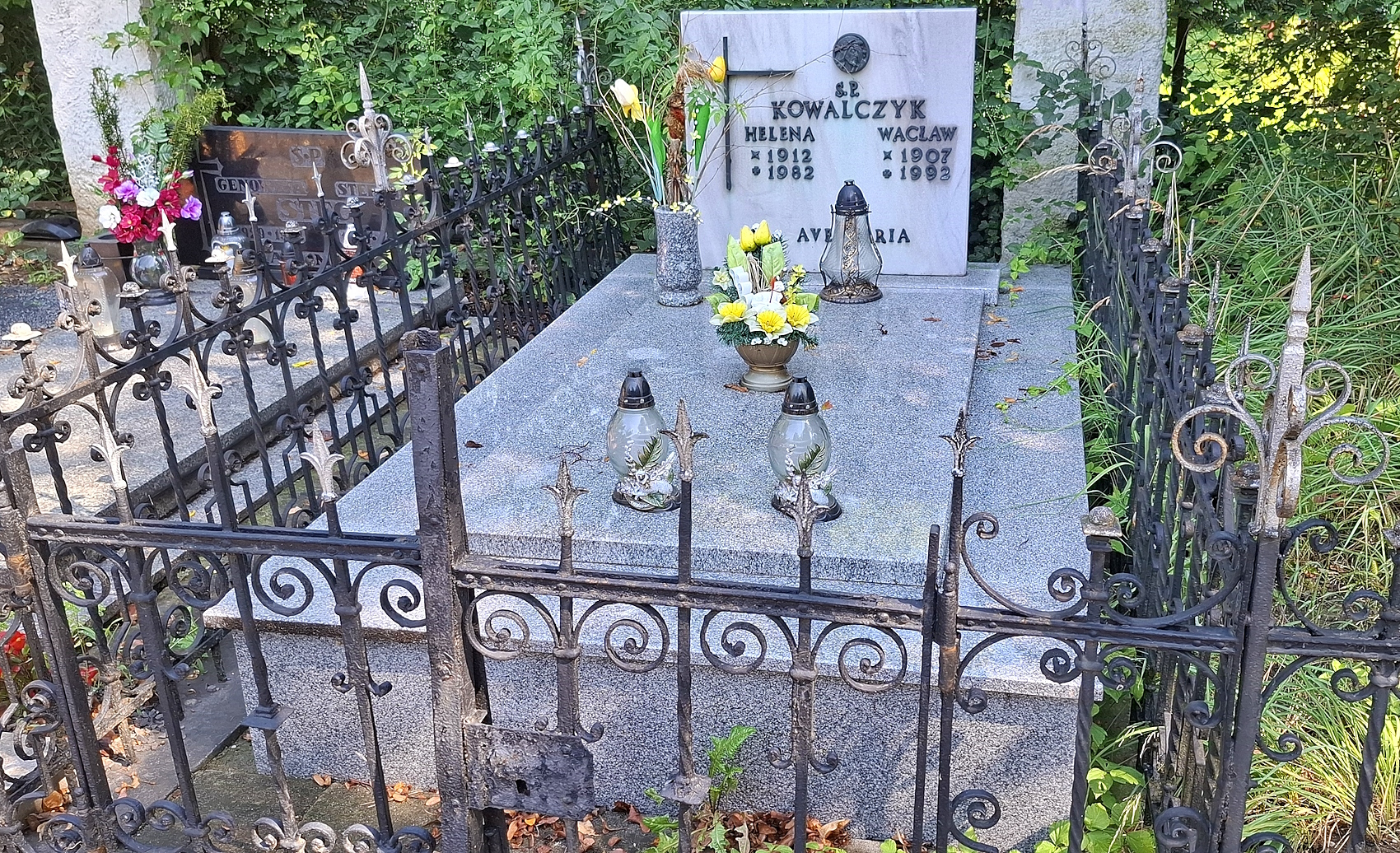
Grób Wacława Kowalczyka w Prudniku

Wacław Kowalczyk (ur. 1907, zm. 1992) – polski nauczyciel, działacz oświatowy.

## Życiorys
Do rozpoczęcia II wojny światowej był kierownikiem szkoły w Milejowie. W okresie okupacji działał w konspiracji. Był komendantem rejonu w Armii Krajowej. W 1945 przybył do Prudnika, gdzie współtworzył polskie szkolnictwo. Odbudował ze zniszczeń i uruchomił Szkołę Podstawową nr 1 w Prudniku, został jej dyrektorem. Organizował oddział powiatowy Związku Nauczycielstwa Polskiego oraz ogniska związkowe w powiecie prudnickim. Pod jego kierownictwem ZNP prowadziło stołówkę nauczycielską, dom noclegowy, księgarnię „Promień”. W 1950 został nauczycielem matematyki oraz księgowym Liceum dla Wychowawczyń Przedszkoli w Prudniku, w którego powstaniu uczestniczył.
Odznaczony m.in. Krzyżem Walecznych, Krzyżem Kawalerskim Orderu Odrodzenia Polski, Odznaką ZNP „Za tajne nauczanie 1939-1945”. Zmarł w 1992. Został pochowany na cmentarzu komunalnym w Prudniku.

## Upamiętnienie

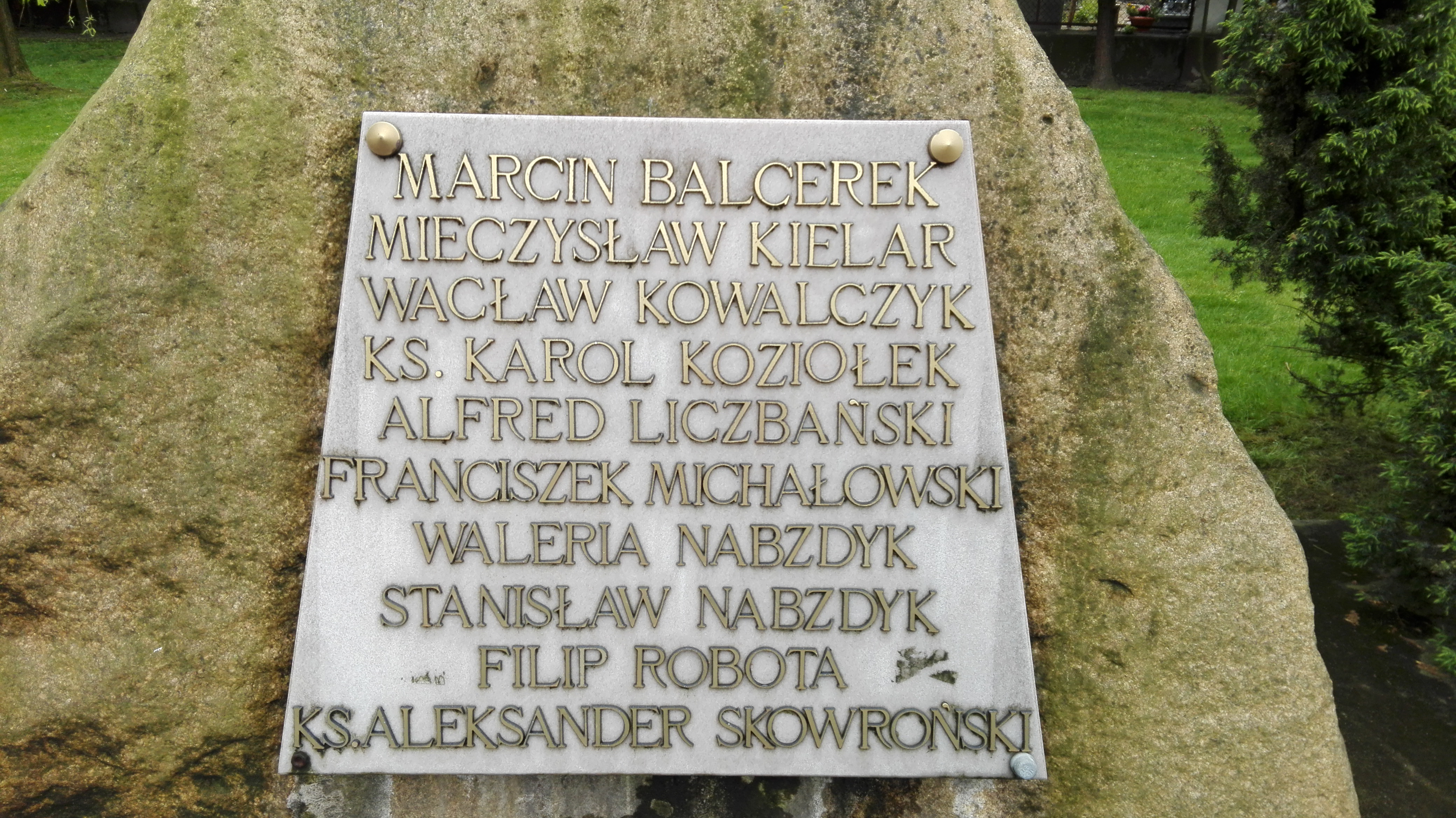
Głaz upamiętniający nauczycieli walczących o polskość Ziemi Prudnickiej

Kowalczyk jest jedną z osób wpisanych na tablicę na Głazie upamiętniającym nauczycieli walczących o polskość Ziemi Prudnickiej w Prudniku.